# Cấu hình phân tử tam giác phẳng

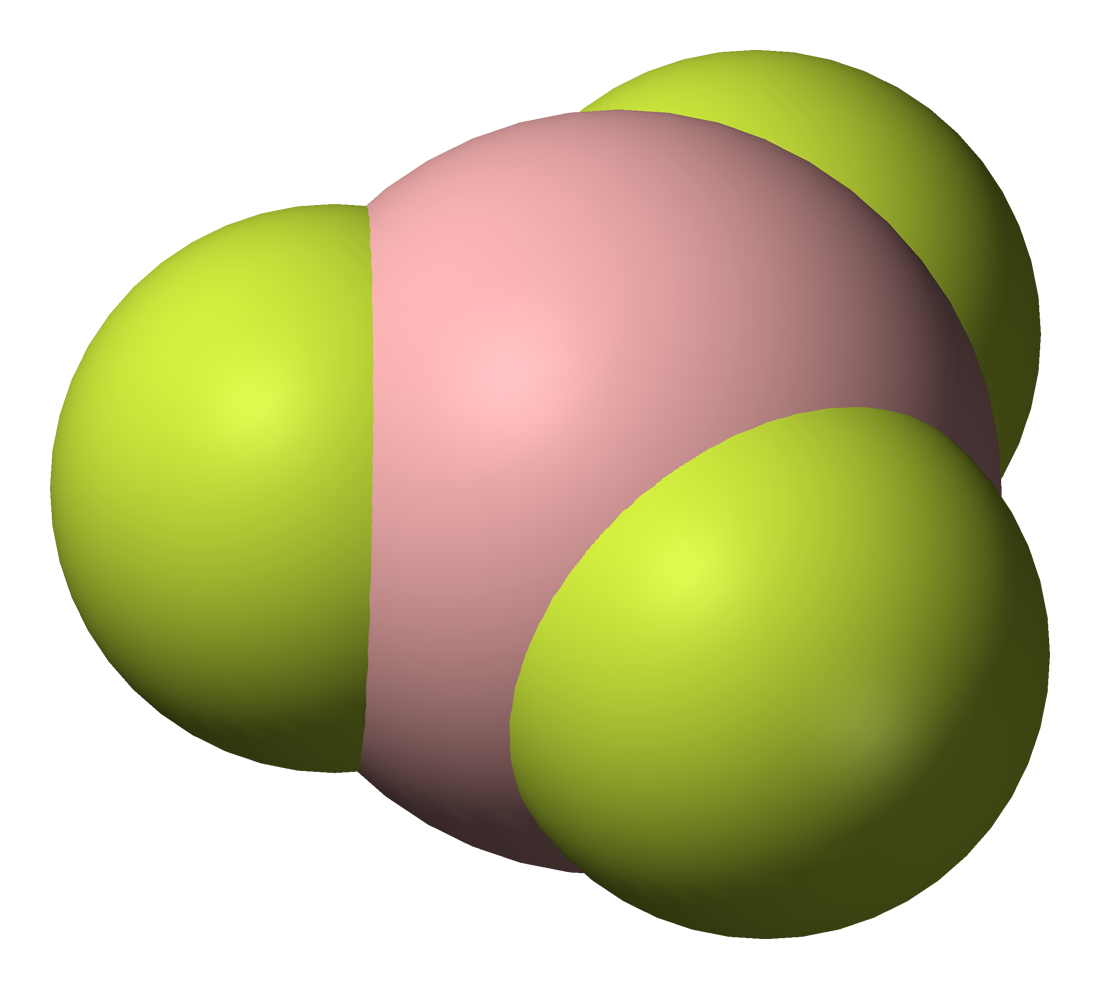
Cấu hình phân tử của Bo triflorua, đây là một ví dụ của cấu hình phân tử tam giác phẳng.

Trong hóa học, cấu hình phân tử tam giác phẳng là một cấu hình với một nguyên tử ở giữa và ba nguyên tử khác nằm ở góc của một tam giác đều. Trong cấu hình này, cả ba nguyên tử liên kết được xác định và góc liên kết là 120°. Những phân tử mà nguyên tử liên kết không được xác định như là H2CO cũng thuộc cấu hình phân tử này. Các ví dụ cho cấu hình phân tử tam giác đều bao gồm bo triflorua (BF3), formaldehyd (H2CO), phosgene (COCl2), và lưu huỳnh trioxit (SO3).  Một vài ion với cấu hình tam giác đều bao gồm nitrat (NO−
3), cacbonat (CO2−
3), và guanidine (C(NH
2)+
3). Trong hóa hữu cơ, ba liên kết của cacbon mà tạo thành tam giác đều thường được gọi là sự lai hóa sp2.